# Wilhelm Holzschuher
Wilhelm Holzschuher (Holtschuer) herbu własnego (zm. w 1656 roku) – kasztelan dorpacki w latach 1653–1654, starosta kremoński w latach 1622–1654, starosta bolnicki.
W 1655 roku był sygnatariuszem układu w Kiejdanach.